# OS X Yosemite
OS X Yosemite（10.10版本）是蘋果公司為個人電腦和伺服器作業系統開發的OS X的第11個版本，供麥金塔電腦使用。蘋果公司於2014年6月2日的蘋果公司全球軟體開發者年會上發布OS X Yosemite，2014年10月16日正式上市，使用者可以免費使用。
「Yosemite」（優勝美地）是一個位於美國加利福尼亞州的國家公園。

## 與前一版本的不同
蘋果在WWDC的介紹中表示，OS X Yosemite將注重界面、應用和iOS设备连续性（Continuity）三個方面。在界面上，OS X Yosemite圖標設計類似iOS 7，趨向扁平化，視窗則改用了半透明導航欄，同時也採用全新字體設計。
- 通知中心：增加了日曆、日程、時鐘、天氣等小應用程式[1]。
- Safari：搜尋列整合搜尋建議項目和書籤，強化WebGL、SPDY、IndexedDB、JavaScript、CSS、HTML5影片技術，進一步節省電力。[2]
- 深色模式：可將選單改為黑色。[2]
- Spotlight搜尋：可搜尋App、開啟檔案[2]；支持單位轉換（如貨幣）[1]。
- iCloud Drive：相容OS X、iOS，Windows作業系統平台。[2]
- Mail：可透過iCloud寄送大檔案附件功能，最大可傳送5GB檔案[2]；新增Mark Up以透過觸控版進行線上簽署[3]。
- Handoff：Mac與iOS裝置間可藉由AirDrop互換資料，配合Handoff功能將iOS執行內容同步至Mac，此外也可以在輸入密碼後直接與個人iPhone建立連線，透過Mac收發iPhone短訊、透過Mac內建麥克風接聽電話和擴音器通話。[2]

## Beta測試

### 開發者預覽
和先前的OS X版本相同，蘋果這次也針對開發者提供了預覽版本。預覽版本的更新通常是在隔周的星期一發佈，直到作業系統正式推出為止。

### 公開Beta測試計劃
而與先前的OS X版本不同的是，除了針對開發者提供的測試版本外，Yosemite也是OS X Beta Seed Program的一部份，能讓一般的使用者有機會試用Yosemite的新功能。這項計劃僅限前一百萬名註冊者參與，參加的使用者必須同意一份保密協定。Yosemite的第一個Beta計劃版本在2014年7月24日正式開放下載。相對於開發者測試版，公開測試版的更新日程比較沒有那麼頻繁。目前测试已经结束。正式版为14A389.

## 系統需求
Yosemite並未提出更高的系統需求，因此能夠執行OS X Mavericks的麥金塔電腦將能順利執行Yosemite。Yosemite和Mavericks的需要至少有2 GB的記憶體和8 GB的儲存空間，以及OS X 10.6.8（Snow Leopard）或以上的作業系統版本。
Yosemite支援下列麥金塔電腦：
- iMac（2007年中或以後）
- MacBook（13吋鋁製機身：2008年末或以後）（13吋：2009年或以後）12 Inch: Early 2015
- MacBook Pro（13吋：2009年中或以後）（15吋：2007年中末或以後） (17吋：2007年末或以後）
- MacBook Air（2008年末或以後）
- Mac Mini（2009年初或以後）
- Mac Pro（2008年初或以後）
- Xserve（2009年初）